# Marie-Angélique Duchemin
Pour les articles homonymes, voir Duchemin.
Marie-Angélique Duchemin, née le 20 janvier 1772 à Dinan et morte le 13 juillet 1859 à Paris, est une militaire française et la première femme décorée de la Légion d'honneur,, le 15 août 1851.

## Biographie
Née en Bretagne, à Dinan, Marie-Angélique Duchemin est une fille, sœur et épouse de soldats engagés dans les armées de la Révolution au sein du 42e régiment d'infanterie de ligne. À 17 ans, elle se marie à un caporal, André Brûlon. Comme de nombreuses femmes à cette époque, elle suit l'armée en campagne. Son mari  meurt en 1791 et son père  en 1792 ; elle décide alors de s'engager.
Elle est rapidement promue caporal, caporal fourrier puis sergent-major grâce à son autorité et sa bravoure au combat comme lors du siège de Calvi en juillet-août 1794 :

« Nous soussignés, caporal et soldats du détachement du 42e régiment, en garnison à Calvi, certifions et attestons que, le 5 prairial an II, la citoyenne Marie Angélique Josèphe Duchemin, veuve Brûlon, caporal fourrier, faisant fonction de sergent, nous commandait à l'affaire du fort de Gesco ; qu'elle s'est battue avec nous avec le courage d'une héroïne ; que les rebelles corses et les Anglais ayant chargé d'assaut, nous fûmes obligés de nous battre à l'arme blanche ; qu'elle a reçu un coup de sabre au bras droit et, un moment après, un coup de stylet au bras gauche, que nous voyant manquer de munitions, à minuit, elle partit, quoique blessée, pour Calvi, à une demi-lieue, où, par le zèle et le courage d'une vraie républicaine, elle fit lever et charger de munitions environ soixante femmes, qu'elle nous amena elle-même escortée de quatre hommes, ce qui nous mit à même de repousser l'ennemi et de conserver le fort, et qu'enfin nous n'avons qu'à nous louer de son commandement. »

Lors de ce siège, elle est grièvement blessée. En novembre 1797, âgée de 25 ans, ses blessures mal soignées la poussent à déposer une demande d'entrée à l'hôtel des Invalides où elle n'est acceptée que 7 ans plus tard. Elle est la première femme à être admise à l'hôtel des Invalides, avec le grade de sous-lieutenant.
Elle resta toute sa vie à l'hôtel des Invalides, prenant diverses responsabilités comme gérante du magasin d'habillement jusqu'à sa mort le 13 juillet 1859. Très célèbre à l'époque, elle reçoit la visite de nombreuses personnalités politiques et militaires mais refuse systématiquement de voir Napoléon, qu'elle accuse d'être le responsable de la mort de son mari.

## Reconnaissance et hommages
Ses états de service à Calvi sont éloquents :

« Blessures : coup de sabre au bras droit et coup de stylet au bras gauche, à l’affaire du fort de Gesco, le 24 mai 1794. Eclat de bombe à la jambe gauche, au siège de Calvi, en 1794.
Actions d’éclat : à l’affaire de Lumio (Corse), commandant un poste avancé de 22 hommes, Angélique-Marie-Josèphe DUCHEMIN, veuve BRULON, fit une défense héroïque. Quoique blessée, le 24 mai 1794 au fort Gesco, elle partit, à minuit, pour Calvi, à travers les assaillants. Par son zèle et son courage, elle fit lever et chargea de munitions une soixantaine de femmes, faute d’hommes. Elle parvint à les amener jusqu'aux défenseurs du fort Gesco, ce qui permit de conserver ce dernier et de repousser les Anglais. A donné, dans les occasions les plus périlleuses, des preuves d’intrépidité et de dévouement pendant le siège de Calvi, notamment dans une sortie où elle fit le coup de feu avec les tirailleurs, s’avançant toujours pour tirer de plus près, bien qu’une balle eut traversé son bonnet de police, et aussi à la défense d’un bastion où, faisant fonction de sergent, elle manœuvrait une pièce de siège. A sauvé la vie au capitaine - devenu général - de Vedel, menacé dans une rixe en ville, en se précipitant dans la foule et en désarmant un Corse prêt à le frapper. »

Le 29 juillet 1804, le maréchal Sérurier sollicite sans succès la Légion d'honneur pour la veuve Brûlon. Sous la Restauration, Marie-Angélique reçoit officiellement l'épaulette d'officier.
Le 15 août 1851, Marie-Angélique Brûlon est âgée de 79 ans. Louis-Napoléon Bonaparte, alors président de la Seconde République, lui remet la croix de chevalier de la Légion d'honneur ; ce sera la première femme à recevoir cette distinction. Marie-Angélique est le symbole d'une femme ayant combattu au cours des guerres de la Révolution, un héritage auquel le futur Napoléon III souhaite associer son image. Le décret du 15 août 1851 par lequel elle est nommée chevalier de la Légion d’honneur sur la proposition du ministre de la Guerre mentionne :

« M. Brulon, Angélique-Marie Joseph, sous-lieutenant aux Invalides : 7 ans de service, 7 campagnes, 3 blessures, s’est plusieurs fois distingué (sic), notamment en Corse en défendant un poste contre les Anglais, le 5 prairial an 2. Moniteur du 19 août 1851. »

Elle a été surnommée « Sergent liberté ».
La ville de Dinan a nommé une rue à son nom.
En 2011, la ville de Nantes donne son nom à une nouvelle rue et la ville de Vannes à une allée.
Une salle de conférence de la mairie de Dinan porte son nom.

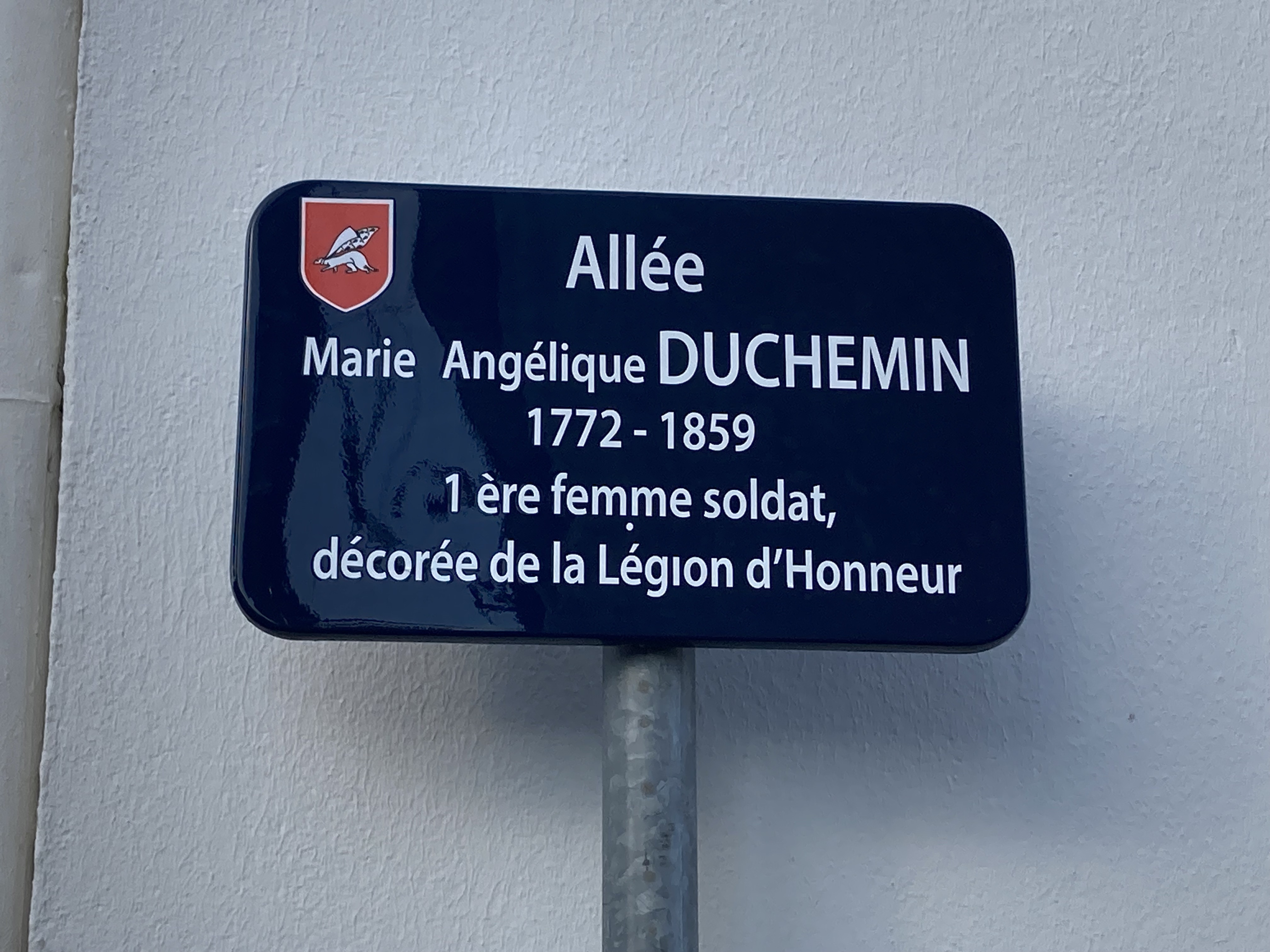
Panneau de l'allée du sous-lieutenant Marie-Angélique Duchemin à Vannes.

## Distinctions
- Chevalière de la Légion d'honneur (1851)